# Zitteraale
Die Zitteraale (Electrophorus) sind eine Fischgattung aus der Familie der Messeraale (Gymnotidae) in der Ordnung der Neuwelt-Messerfische (Gymnotiformes). Somit gehören Zitteraale nicht zu der Ordnung Aalartige, wie Name und Aussehen vermuten lassen.
Fast 250 Jahre lang galt die Gattung als monotypisch mit Electrophorus electricus als einziger Art. Im Jahr 2019 wurden zwei weitere Zitteraalarten beschrieben, Electrophorus varii und Electrophorus voltai. Zitteraale leben im nördlichen und mittleren Südamerika vom Bergland von Guayana im Norden über das Amazonastiefland bis zu den Flüssen, die den Brasilianischen Schild zum Amazonas hin entwässern, im Süden.

## Merkmale

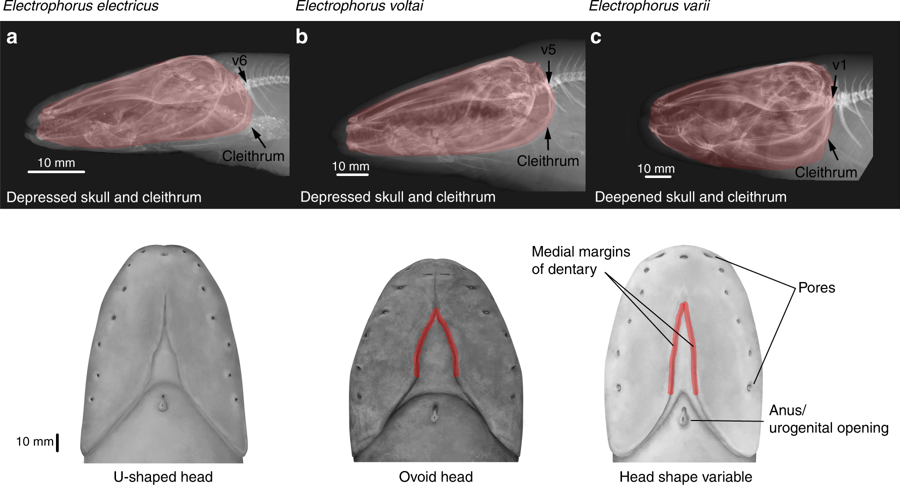
Vergleich der drei Spezies der Gattung Electrophorus (Zitteraale).

Zitteraale haben einen aalartigen, langgestreckten, grau oder bräunlich gefärbten Körper und erreichen Längen von 100 bis 250 cm. Der Querschnitt des Körpers ist vorne annähernd rund; die Körperhöhe liegt bei 4,6 bis 10,8 % der Gesamtlänge, die Breite des Körpers bei 5 bis 8,5 % der Gesamtlänge. Die Kopflänge beträgt 8,7 bis 12 % der Gesamtlänge. Der Kopf ist von oben oder unten gesehen U-förmig oder oval. Die lange, fast über den ganzen Körper verlaufende Afterflosse wird von 320 bis 420 Flossenstrahlen gestützt; die Brustflossen besitzen 20 bis 38 Flossenstrahlen. Das breite Maul ist endständig. Bis auf die Seitenlinie, die von 88 bis 186 Schuppen begleitet wird, sind die Fische schuppenlos. Die Augen sind sehr klein. Zitteraale können mit ihrer Afterflosse, die mit ihren wellenförmigen Bewegungen (Undulation) für die Fortbewegung der Fische zuständig ist, sowohl vorwärts als auch rückwärts schwimmen. Die Fische sind obligatorische Luftatmer, schnappen im Schnitt alle 15 Minuten mit dem Maul nach Luft und nehmen den Sauerstoff über die Mundschleimhaut auf. Die verbrauchte Luft wird über die Kiemenschlitze wieder ausgestoßen.

Lage der drei elektrischen Organe des Zitteraals

Zitteraale besitzen elektrische Organe, mit deren schwachen elektrischen Feldern sich die Tiere orientieren und untereinander kommunizieren, mit denen sie aber auch starke elektrische Stöße mit Spannungen bis zu 860 Volt abgeben können. Letztere dienen der Verteidigung und der Betäubung oder Tötung von Beutetieren. Die elektrischen Organe nehmen etwa vier Fünftel der Gesamtlänge der Fische ein. Die Leibeshöhle ist deshalb sehr klein. Die Tiere verfügen über drei verschiedene elektrische Organe: Dorsal vorn liegt das Hauptorgan (englisch main organ), das Sachssche Organ (en. Sachs' organ) liegt dorsal dahinter und das Huntersche Organ (en. Hunter's organ) liegt ventral. Jedes dieser Organe besteht aus einer großen Zahl flacher, stromerzeugender Elemente (Elektrocyten), die jeweils in einer Bindegewebskammer liegen. Für gewöhnlich sind nicht alle Elektrocyten gleichzeitig aktiv, nur die stärksten Stromschläge werden durch die gemeinsame Aktivität aller bis zu 6000 Elektrocyten erzeugt.

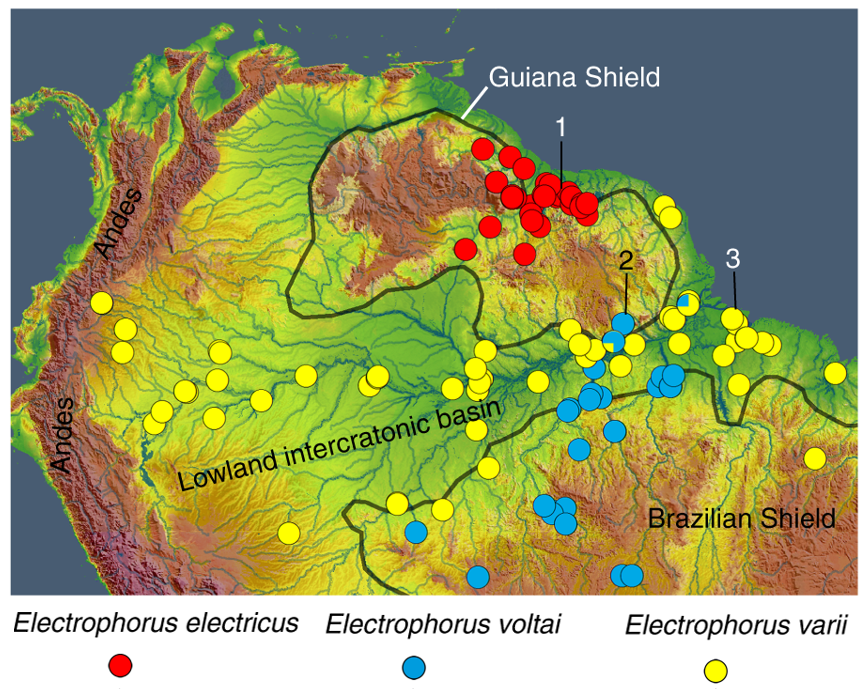
Rot – Fundorte von E. electricus, gelb – E. varii, blau – E. voltai

## Lebensraum
Electrophorus electricus kommt im Bergland von Guayana vor und Electrophorus voltai lebt in den Flüssen, die den Brasilianischen Schild nach Norden, zum Amazonas hin entwässern. Im Lebensraum beider Arten ist das Wasser für gewöhnlich sauerstoffreich und hat einen niedrigen Leitwert (<30 µScm). Die Gewässer haben einen felsigen Grund und es gibt Stromschnellen und Wasserfälle. Im Lebensraum von Electrophorus varii im Amazonastiefland ist das Wasser dagegen normalerweise sauerstoffarm, die Flüsse fließen träge dahin, der Bodengrund ist sandig oder schlammig und Stromschnellen und Wasserfälle sind nicht vorhanden. In Weißwasserflüssen ist der Leitwert relativ hoch (60–350 µScm), in Schwarzwasserflüssen dagegen niedrig (<30 µScm).

## Systematik
Die spätere Typusart der Gattung Electrophorus wurde im Jahr 1766 durch den schwedischen Naturforscher Carl von Linné, den Begründer der binären Nomenklatur und der Grundlagen der modernen botanischen und zoologischen Taxonomie, unter der Bezeichnung Gymnotus electricus erstmals beschrieben. Synonymbezeichnungen sind Gymnoti tremuli, Gymnotus tremulus und Gymnotus regius. Die Gattung Electrophorus wurde im Jahr 1864 durch den US-amerikanischen Ichthyologen Theodore Nicholas Gill eingeführt. Mehr als 250 Jahre war Electrophorus electricus die einzige Art der damit monotypischen Gattung Electrophorus.
Im September 2019 erschien eine Studie, in der nachgewiesen wurde, dass sich unter der Bezeichnung Electrophorus electricus drei kryptische Arten verbargen, die sich äußerlich sehr ähneln, genetisch aber deutlich unterscheiden. Die Bezeichnung Electrophorus electricus gilt jetzt nur noch für die Zitteraale des Berglandes von Guayana. Die Zitteraale, die im Amazonastiefland von den ecuadorianischen und peruanischen Anden im Westen bis zur Mündung des Amazonas im Osten vorkommen, wurden unter der Bezeichnung Electrophorus varii neu beschrieben, die im südlichen Amazonasbecken in den Flüssen, die den Brasilianischen Schild zum Amazonas hin entwässern, vorkommenden Zitteraale als Electrophorus voltai. Die drei Arten haben sich im Miozän und im Pliozän voneinander getrennt. Die Gattung Electrophorus bildet zusammen mit der artenreichen Gattung Gymnotus die Familie der Messeraale (Gymnotidae) in der Ordnung der Neuwelt-Messerfische (Gymnotiformes). Es gibt jedoch auch die Ansicht, dass die Gattung in eine eigenständige monotypische Familie Electrophoridae gestellt werden sollte.

## Humboldt
Schon Alexander von Humboldt beobachtete am 19. März 1800 anlässlich seiner Forschungsreisen im Amazonasgebiet Zitteraale sowie eine eigentümliche Methode der Indianer, diese zu fangen:

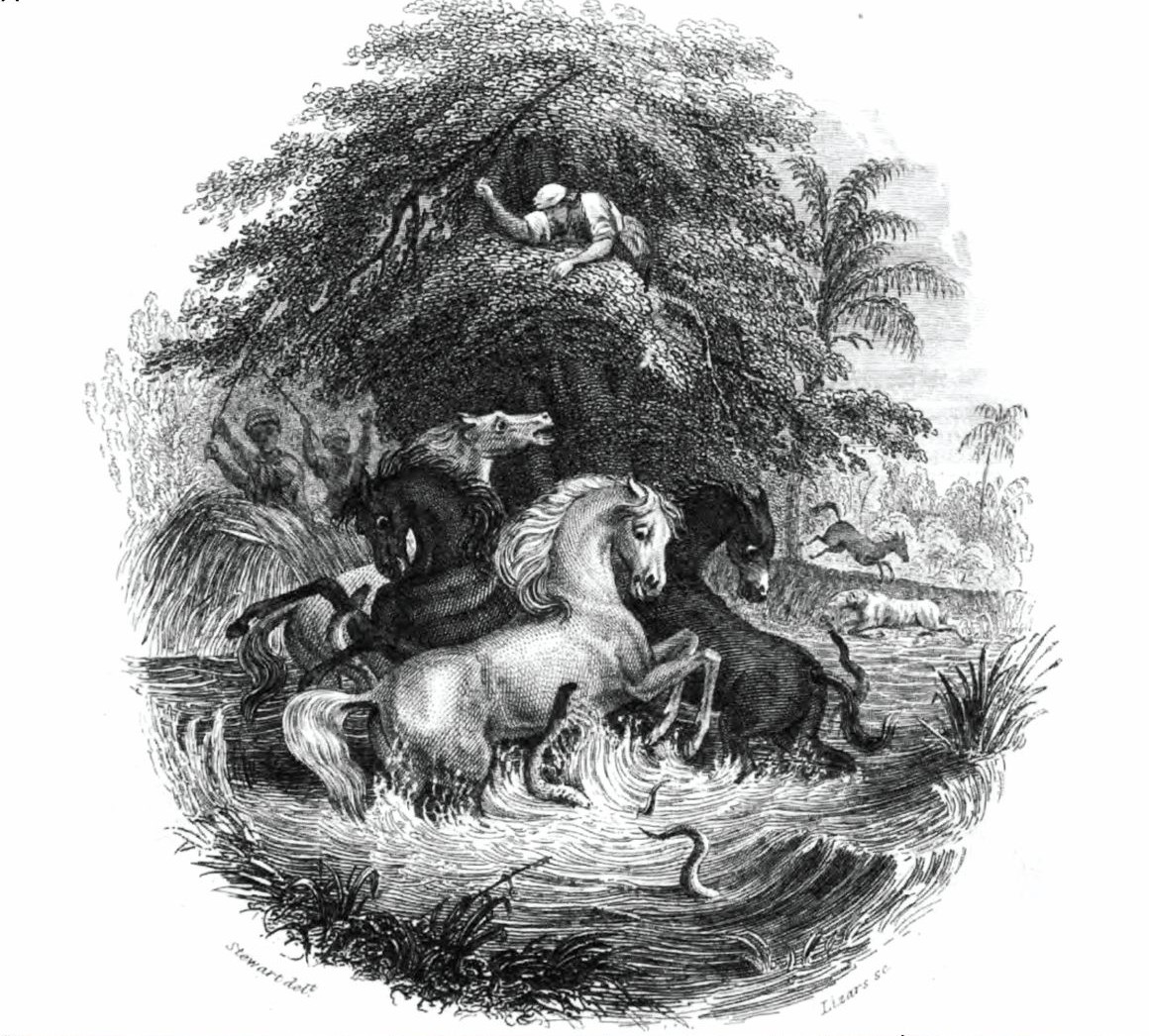
Zitteraale und Pferde – aus Alexander von Humboldt's Reise in die Aequinoctial-Gegenden des neuen Continents

„Da sagten die Indianer, sie wollen mit Pferden fischen […]. [A]ber nicht lange, so kamen unsere Führer aus der Savanne zurück, wo sie ungezähmte Pferde und Maulthiere zusammengetrieben. Sie brachten ihrer etwa dreißig und jagten sie ins Wasser. Der ungewohnte Lärm vom Stampfen der Rosse treibt die Fische aus dem Schlamm hervor und reizt sie zum Angriff. Die schwärzlicht und gelb gefärbten, großen Wasserschlangen gleichenden Aale schwimmen auf der Wasserfläche hin und drängen sich unter den Bauch der Pferde und Maulthiere. […] Die Aale, betäubt vom Lärm, vertheidigen sich durch wiederholte Schläge ihrer elektrischen Batterien. Lange scheint es, als solle ihnen der Sieg verbleiben. Mehrere Pferde erliegen den unsichtbaren Streichen, von denen die wesentlichsten Organe allerwärts getroffen werden; betäubt von den starken, unaufhörlichen Schlägen, sinken sie unter. Andere, schnaubend, mit gesträubter Mähne, wilde Angst im starren Auge, raffen sich wieder auf und suchen dem um sie tobenden Ungewitter zu entkommen; sie werden von den Indiern ins Wasser zurückgetrieben. Einige aber entgehen der regen Wachsamkeit der Fischer; sie gewinnen das Ufer, straucheln aber bei jedem Schritt und werfen sich in den Sand, zum Tod erschöpft, mit von den elektrischen Schlägen der Gymnoten erstarrten Gliedern. Ehe fünf Minuten vergingen, waren zwei Pferde ertrunken. Der fünf Fuß lange Aal drängt sich dem Pferd an den Bauch und gibt ihm nach der ganzen Länge seines elektrischen Organs einen Schlag; das Herz, die Eingeweide und der plexus coeliacus der Abdominalnerven werden dadurch zumal betroffen. […] Die Pferde werden ohne Zweifel nicht todtgeschlagen, sondern nur betäubt; sie ertrinken, weil sie sich nicht aufraffen können, so lange der Kampf zwischen den andern Pferden und den Gymnoten fortdauert. Wir meinten nicht anders, als alle Thiere, die man zu dieser Fischerei gebraucht, müßten nach einander zu Grunde gehen. Aber allmählich nimmt die Hitze des ungleichen Kampfes ab und die erschöpften Gymnoten zerstreuen sich. Sie bedürfen jetzt langer Ruhe und reichlicher Nahrung, um den erlittenen Verlust an galvanischer Kraft wieder zu ersetzen. […] Die Gymnoten kamen scheu ans Ufer des Teichs geschwommen, und hier fing man sie mit kleinen, an langen Stricken befestigten Harpunen. Wenn die Stricke recht trocken sind, so fühlen die Indianer beim Herausziehen des Fisches an die Luft keine Schläge. In wenigen Minuten hatten wir fünf große Aale, die meisten nur leicht verletzt.“

Bei Experimenten, in denen Zitteraale mit den Attrappen von Krokodilköpfen und menschlichen Armen konfrontiert wurden, zeigten sie das von Humboldt beschriebene Verhalten, reckten sich aus dem Wasser und schmiegten sich mit ihrer Bauchseite an die vermeintlichen Gegner, um sie durch elektrische Schläge zu vertreiben.